# Brita Hasselrot
Brita Hasselrot, född den 20 november 1912 i Kristianstad, död den 26 februari 1995 i Stockholm, var en svensk socionom och ämbetsman. Hon var dotter till Bror Hasselrot.
Brita Hasselrot avlade socionomexamen vid Stockholms högskola 1935. Hon var anställd vid Örebro läns barnavårdsförbund 1935–1943. Brita Hasselrot var amanuens vid Socialstyrelsen 1943–1944, barnavårdsinspektris där 1944–1947, förste byråsekreterare 1947–1959, byrådirektör 1959–1962 och byråchef där 1962–1971. Hon blev ledamot av Nordstjärneorden 1966. Hasselrot är begravd på Danderyds kyrkogård.